# Mayasprog
Mayasprog er de sprog, som er medlemmer af sprogfamilien maya. De tales i det sydøstlige Mexico, hele Guatemala og i dele af Belize, El Salvador og Honduras i Mesoamerika. 
Over seks millioner taler et af de ca. 40 forskellige mayasprog. Fire millioner bor i Guatemala og to i Mexico. Både Guatemala og Mexico anerkender Mayasprog som officielle sprog på linje med spansk. 
Mayasprogene er blandt de bedst dokumenterede og grundigst studerede sprogfamilier på de amerikanske kontinenter. Lingvister har inddelt familien i undergrupper og har rekonstrueret det fælles modersprog for mayafamilien, kaldet protomaya. 
Mayasprogene tilhører alle det Mesoamerikanske sprogområde og har træk fælles med en række andre sprog i Mesoamerika efter årtusinders gensidig påvirkning. 
I den præcolumbianske periode blev maya skrevet med en logo-syllabisk hieroglyfskrift. De første tekster der kendes på maya er skrevet i det første årtusinde før vor tidsregning. Efter den spanske erobring af Mayalandet begyndte mayaerne at skrive med latinske bogstaver og et stort antal tekster er overleveret fra den tidlige koloniale periode, heriblandt dokumenter som quichémayaernes skabelsesberetning Popol Vuh.
Det mayasprog, der i dag tales af flest, kaldes yukatekisk maya og tales af 900,000 mayaer på Yucatán halvøen. Det er efterkommer af det ene af de to mayadialekter der brugtes til at nedskrive hieroglyfiske tekster i Mesoamerikas klassiske periode (c. 250-900 e.v.t.).
Det andet mayasprog er dokumenteret i mayaskrift er chol, der i dag kun tales i mindre områder i Chiapas og Guatemala. Et nært beslægtet sprog chorti-maya tales ved grænserne mellem Honduras, Guatemala og El Salvador. Disse sprog er de mest konservative i ordforråd og fonologi og er nært beslægtede med sproget på inskriptionerne på den klassiske periodes bygninger i det centrale lavland.
I Guatemalas højland findes mayasprog af Quiché-gruppen: quiché selv og cakchiquel, kekchi, tzutuhil, pocomam og mam. Den berømte Popol Vuh er skrevet på quiché. 
Sproget Huastecisk tilhører også maya-sprogfamilien, selv om det både lingvistisk og geografisk ligger fjernt fra resten af sprogfamilien.

## Ekstern henvisning
- Dansk side om de moderne mayasprog i Guatemala